# Eternity (ラジオ番組)
『Eternity』（エターニティ）は、2006年10月から2009年10月まで全国FM放送協議会 (JFN) 加盟局で放送されていたラジオ番組である。パーソナリティはカマサミ・コングが務めていた。

## 放送時間
いずれも日本標準時。
- 月曜 - 金曜 14:55 - 15:00（2006年10月 - 2009年6月）
- 月曜 - 木曜 14:55 - 15:00（2009年7月 - 2009年10月）

前番組『三ツ矢サイダーショートストーリー 「キミの笑顔」』と同様に、TOKYO FMなどでは平日午後のワイド番組内で放送。FM秋田とFMぐんまでは放送時間が異なり、13:55 - 14:00に先行ネットされていた。